# Kożuszki (województwo lubelskie)
Kożuszki – wieś w Polsce położona w województwie lubelskim, w powiecie bialskim, w gminie Międzyrzec Podlaski.
Wieś była własnością starosty guzowskiego i nowomiejskiego Stanisława Opalińskiego, leżała w województwie podlaskim w 1673 roku. W latach 1975–1998 miejscowość administracyjnie należała do województwa bialskopodlaskiego. 
Wieś jest sołectwem w gminie Międzyrzec Podlaski. Według Narodowego Spisu Powszechnego (III 2011 r.) liczyła 273 mieszkańców i była siedemnastą co do wielkości miejscowością gminy.
Wieś jest siedzibą rzymskokatolickiej parafii Niepokalanego Poczęcia Najświętszej Maryi należącej do dekanatu międzyrzeckiego.

## Części wsi
| SIMC    | Nazwa   | Rodzaj    |
| ------- | ------- | --------- |
| 1022736 | Zabiele | część wsi |

## Zabytki
- kościół Niepokalanego Poczęcia NMP